# Speiserolle
Die Speiserolle war eine Regelung zur Mindestverpflegung des gewerblichen oder militärischen Personals auf Seeschiffen.
Bis zum Inkrafttreten des Seearbeitsgesetzes am 1. August 2013 waren Verpflegung und Speiserolle in § 39 SeemG geregelt.
In der Speiserolle wurde aufgelistet, welche Mindestmengen an Lebensmitteln und Getränken den Besatzungsmitgliedern zum eigenen Bedarf an Bord eines Schiffes zur Verfügung stehen müssen.
Abhängig vom Heimathafen und den verschiedenen Seemannsordnungen galten seit dem 19. Jahrhundert auf deutschen Schiffen verschiedene Speiserollen. Die erste Hamburger Speiserolle wurde beispielsweise 1849 herausgegeben, in der Royal Navy gab es die Speiserolle schon rund 200 Jahre früher. Der Anspruch auf die zur Verpflegung anzuwendende Speiserolle war auf deutschen Schiffen im Seemannsgesetz und den Verordnungen der Heimathäfen in den jeweiligen Küstenländern festgeschrieben.
Seit 2013 ist der Anspruch auf Verpflegung umfassend in § 97 SeearbG geregelt und erstreckt sich auch Nährwert, Güte und Abwechslung der an Bord zur Verfügung gestellten Speisen und Getränke sowie Trinkwasser. Dabei sind auch die Anzahl der Besatzungsmitglieder an Bord, ihre kulturellen Eigenheiten und religiösen Gebräuche sowie die Dauer und Art der Reise zu berücksichtigen.